# Barbara Jagellon
Barbara Jagellon, née le 15 juillet 1478 à Sandomierz et morte le 15 février 1534 à Leipzig, est une princesse de la dynastie des Jagellons, fille du roi Casimir IV de Pologne et d'Élisabeth de Habsbourg. Elle fut duchesse consort de Saxe de 1500 jusqu'à sa mort, par son mariage avec Georges le Barbu.

## Biographie
Barbara est la fille de Casimir IV Jagellon (1427-1492), roi de Pologne, et de son épouse Élisabeth de Habsbourg (1437-1505), elle-même fille d'Albert II, roi des Romains. Son frère aîné Vladislas (1456-1516) fut roi de Bohême à partir de 1471 puis de Hongrie dès 1490. Sa sœur Edwige (1457-1502) épousa Georges le Riche, fils du duc Louis IX de Bavière, en 1475 à Landshut.
Le 21 novembre 1496, avec une grande cérémonie à Leipzig, elle épouse Georges le Barbu (1471–1539), fils aîné du duc Albert III de Saxe, l'ancêtre de la branche albertine de la maison de Wettin, et de son épouse Sidonie, fille du roi Georges de Bohême. Par les liens du mariage avec la maison royale polonaise, les Wettin renforcent leur position à l'Est du Saint-Empire. Dix enfants sont issus de cette union, dont :
- Jean (1498-1537), épouse en 1516 la princesse Élisabeth de Hesse (1502-1557), sans postérité ;
- Frédéric (1504-1539), épouse en 1539 la comtesse Élisabeth von Mansfeld, sans postérité ;
- Christine (1505-1549), épouse en 1523 le landgrave Philippe Ier de Hesse (1504-1567) ;
- Madeleine de Saxe (1507-1534), épouse l'électeur Joachim II Hector de Brandebourg (1505-1571).

À la mort de son père en 1500, Georges devient souverain du duché albertin de Saxe. D'après les sources, l'union conjugale fut heureuse. À partir de 1513, Barbara et son mari ont fondé de nombreuses messes de Pâques et célébrations liturgiques à la cathédrale de Meissen. Après la mort de son épouse, Georges laissait pousser sa barbe en signe de deuil.